# JDP2
JDP2 (англ. Jun dimerization protein 2) – білок, який кодується однойменним геном, розташованим у людей на короткому плечі 14-ї хромосоми. Довжина поліпептидного ланцюга білка становить 163 амінокислот, а молекулярна маса — 18 704.
| 10         |  | 20         |  | 30         |  | 40         |  | 50         |
| ---------- |  | ---------- |  | ---------- |  | ---------- |  | ---------- |
| MMPGQIPDPS |  | VTTGSLPGLG |  | PLTGLPSSAL |  | TVEELKYADI |  | RNLGAMIAPL |
| HFLEVKLGKR |  | PQPVKSELDE |  | EEERRKRRRE |  | KNKVAAARCR |  | NKKKERTEFL |
| QRESERLELM |  | NAELKTQIEE |  | LKQERQQLIL |  | MLNRHRPTCI |  | VRTDSVKTPE |
| SEGNPLLEQL |  | EKK        |  |            |  |            |  |            |

A: Аланін

C: Цистеїн

D: Аспарагінова кислота

E: Глутамінова кислота

F: Фенілаланін

G: Гліцин

H: Гістидин

I: Ізолейцин

K: Лізин

L: Лейцин

M: Метіонін

N: Аспарагін

P: Пролін

Q: Глутамін

R: Аргінін

S: Серин

T: Треонін

V: Валін

Кодований геном білок за функціями належить до репресорів, фосфопротеїнів. 
Задіяний у таких біологічних процесах, як транскрипція, регуляція транскрипції, альтернативний сплайсинг. 
Білок має сайт для зв'язування з ДНК. 
Локалізований у ядрі.